# Horn of Plenty
A Moon Shaped Pool — дебютний студійний альбом американського рок-гурту Grizzly Bear, випущений 9 листопада 2004 року лейблом Kanine Records. Передусім, це сольний альбом засновника гурту Едварда Дросте, до нього також долучився майбутній барабанщик Крістофер Бір. У 2006 році гурт випустив мініальбом Sorry for the Delay, до якого увійшли треки, записані в той самий період.
У 2005 році вийшла збірка реміксів Horn of Plenty (The Remixes).

## Передумови
У 2002 році Ед Дросте почав писати і записувати матеріал під псевдонімом Grizzly Bear після болісного розриву відносин. Згодом Дросте написав і записав Horn of Plenty та наступний мініальбом Sorry for the Delay для «катарсису» і для друзів. Horn of Plenty був спочатку випущений Дросте на CD-R у 2003 році, а потім офіційно виданий на лейблі Kanine з оновленим трек-листом роком пізніше.
У 2006 році Дросте зазначив про їхню роботу з Біром:
|  | писали пісні разом [...] і моя техніка звукозапису також була дуже непідготовленою, тому я робив багато дійсно божевільних речей з вокалом, і саме тому вони звучать так ненормально і як Lo-Fi. Всі казали: 'Ти, мабуть, дуже великий фанат lo-fi гуртів A, B, C і т.д.', але насправді я просто не дуже добре розбирався у мікрофонах, і всі думали, що це було зроблено навмисно. Я був повним ідіотом, неправильно виставляв рівні, і просто знижував їх в інших зонах, і в одній зоні був дуже високий рівень, і це виглядало дивно. Я не знаю, ми пішли туди і спробували виправити все, що могли, тому що до того, як звук став ще гірше, це було божевіллям. |

Щодо свого внеску в альбом, барабанщик і бек-вокаліст Крістофер Бір заявив: «Я прийшов у Grizzly Bear після того, як [альбом] вже був закінчений. Я допоміг Еду зв'язати деякі кінці з Horn of Plenty, але ця платівка була майже повністю його роботою».

## Трек-лист
| #     | Назва              | Тривалість |
| ----- | ------------------ | ---------- |
| 1.    | «Deep Sea Diver»   | 4:47       |
| 2.    | «Don't Ask»        | 3:28       |
| 3.    | «Alligator»        | 1:23       |
| 4.    | «Campfire»         | 4:13       |
| 5.    | «Shift»            | 2:19       |
| 6.    | «Disappearing Act» | 4:24       |
| 7.    | «Fix It»           | 3:46       |
| 8.    | «Merge»            | 2:24       |
| 9.    | «A Good Place»     | 3:18       |
| 10.   | «Showcase»         | 4:50       |
| 11.   | «La Duchesse Anne» | 4:20       |
| 12.   | «Eavesdropping»    | 3:51       |
| 13.   | «Service Bell»     | 2:00       |
| 14.   | «This Song»        | 3:39       |
| 48:43 |                    |            |

## Персоналії
- Ед Дросте — вокал, акустична гітара, електро-гітара, бас-гітара, клавішні, піаніно, перкусія
- Крістофер Бір — барабани, вокал (6)
- Джаред Беррон — барабани (4, 11)
- Джеймі Рідер — скрипка (12)
- Оформлення: Едвард Дросте, Джордан Меттос, Джош Фот, Патріс Бек